# Birmingham Civil Rights National Monument
Het Birmingham Civil Rights National Monument is een federaal beschermd en beheerd nationaal monument in Birmingham in de Amerikaanse staat Alabama. Het werd op 12 januari 2017 erkend door president Barack Obama. Obama erkende op hetzelfde moment ook het Freedom Riders National Monument in Anniston, Alabama en het Reconstruction Era National Monument in Beaufort County, South Carolina. Het monument heeft een beschermde oppervlakte van 0,004 km² die beheerd wordt door de National Park Service.
De bescherming van het National Monument kan enkel slaan op grondgebied en bouwwerken die eigendom zijn van de Amerikaanse federale overheid. Daarom wordt in stricto sensu enkel het A.G. Gaston Motel beschermd. Het A.G. Gaston Motel was een in 1954 geopend motel dat zwarten als gasten accepteerde. Het werd uitgebaat door de zwarte zakenman Arthur George Gaston, die zijn motel als slaapplaats en vergaderruimte ter beschikking zou stellen aan dominee Martin Luther King, dominee Fred Shuttlesworth en dominee Ralph Abernathy en hun Southern Christian Leadership Conference (SCLC). Zo werd het A.G. Gaston Motel het centrum van wat later bekend zou worden als de Birmingham campaign. Het hotel raakte op 11 mei 1963 beschadigd door een bomaanslag en moordpoging op Martin Luther King maar King was niet aanwezig in het hotel en de schade kon hersteld worden.
Het National Monument ligt binnen een reeks van zes blokken in de binnenstad van Birmingham rond 5th en 6th Avenue North en 15th en 16th Street North die in de jaren zestig een grote rol hebben gespeeld in het racistisch verzet tegen de geweldloze Afro-Amerikaanse burgerrechtenbeweging. Dit 0,15 km² grote gebied, het Birmingham Civil Rights Historic District, is door de stad erkend als een historic district. Binnen dit gebied bevinden zich:
- Het A.G. Gaston Motel
- De 16th Street Baptist Church waar op 15 september 1963 een bomaanslag plaatsvond uitgevoerd door de Ku Klux Klan, waarbij vier jonge zwarte meisjes gedood werden en 22 andere kerkgangers gewond raakten. De kerk is op zichzelf ook een National Historic Landmark sinds 2006.
- Het Birmingham Civil Rights Institute, een in 1992 geopend museum over de Civil Rights Movement en de gebeurtenissen in Birmingham van de jaren zestig. In het Institute is ook de cel gereconstrueerd waar in 1963 King zijn beroemde open brief Letter from Birmingham City Jail, ook gekend als The Negro Is Your Brother, schreef.
- Het Kelly Ingram Park, waar de zwarte bevolking veelvuldig protesten organiseerde tegen de rassensegregatie. Hier verzamelden ook de kinderen betrokken in de kinderkruistochten en schooluitbraken, die terwijl ze "We're going to walk, walk, walk. Freedom ... freedom ... freedom." scandeerden door de politie werden belaagd met het waterkanon en honden.
- Carver Theatre, een cinema voor de zwarte bevolking

De presidentiële declaratie voorziet er expliciet in dat, mocht de federale overheid bijkomende domeinen en/of bouwwerken verwerven in de met kaart aan de declaratie toegekende zone, deze deel zullen uitmaken van het National Monument.